# Leopoldine Kulka

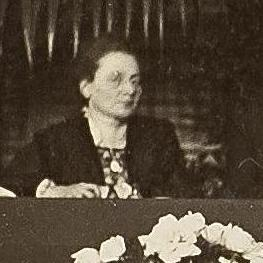
Kulka, 1915

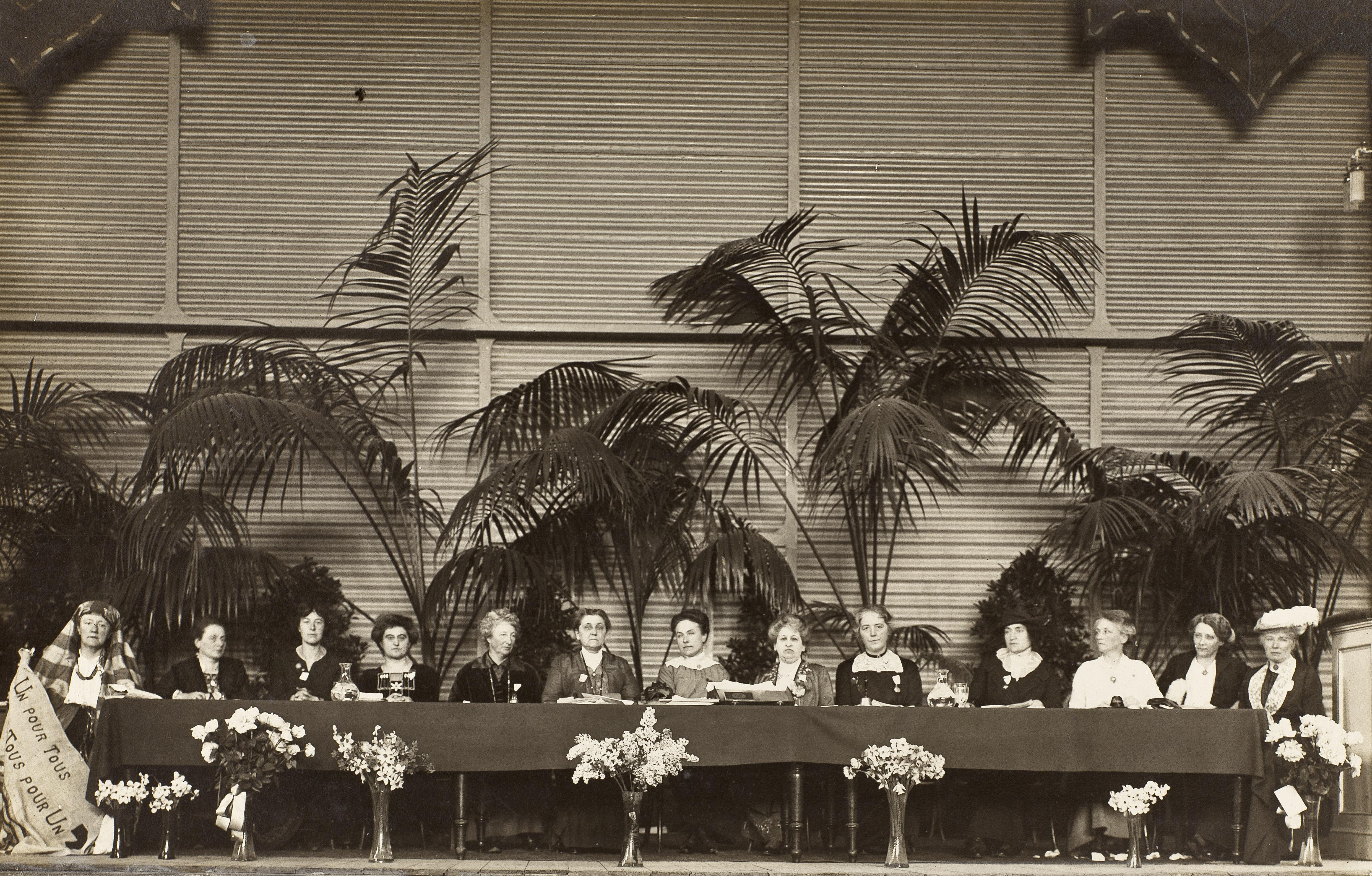
International Congress of Women 1915 in Den Haag. 2. von links Leopoldine Kulka

Leopoldine Kulka (* 31. März 1872 in Wien, Österreich-Ungarn; † 2. Januar 1920 in Wien) war eine österreichische Publizistin und Schriftstellerin.

## Leben und Wirken
Leopoldine Kulka, Tochter des Schriftstellers, Journalisten und Redakteurs Adolf Kulka und Marianne Brandeis, schloss sich früh dem Allgemeinen Österreichischen Frauenverein an und vertrat 1899 bis 1902 den „äußersten linken Flügel der freiheitlichen bürgerlichen Frauenbewegung“ in Abhandlungen und Berichten im von Auguste Fickert und Rosa Mayreder herausgegebenen Vereinsorgan Dokumente der Frau. 
1902 übernahm der Verein die Publikation Frauenleben von Helene Littmann und führte sie als Neues Frauenleben weiter. 
Nach dem Tod Auguste Fickerts kam es 1910 zu Nachfolgediskussionen, bei denen Kulkas jüdischer Glauben eine Rolle spielte. Trotz dieser antisemitischen Tendenzen wurde Kulka 1911 gemeinsam mit Christine Touaillon und Emil Fickert Herausgeberin des Blattes.
Ab 1911 war Kulka 1. Vizepräsidentin des Vereins, arbeitete in dessen Rechtsschutzstelle, gründete 1917 mit Else Beer-Angerer die „Friedenspartei“ als Sektion des Vereins und führte schließlich 1918 den Allgemeinen Österreichischen Frauenverein wieder in den Bund Österreichischer Frauenvereine zurück, aus dem dieser 1906 unter Fickert ausgetreten war. 
Kulka kämpfte, auch in eigenen Friedensheften und als Vortragsrednerin, für Völkerverständigung und Frieden und die „Sache der fortschrittlichen Frauenbewegung“.

## Veröffentlichungen
- Zahlreiche Aufsätze in Neues Frauenleben
- Die Gemeinderatswahlen und die Frauen. In: Zeitschrift für Frauenstimmrecht, 2. Jg., Nr. 4, 1912
- Schutz unseren arbeitenden Frauen und Kindern! In: Zeitschrift für Frauenstimmrecht, 7. Jg., Nr. 2 u. 3, 1917